# 가와라바야시촌
가와라바야시촌(일본어: 河原林村)은 일본 교토부 미나미쿠와다군에 설치되었던 정이다.